# Saint-Christophe-sur-le-Nais
Saint-Christophe-sur-le-Nais é uma comuna francesa na região administrativa do Centro, no departamento Indre-et-Loire. Estende-se por uma área de 18,14 km². Em 2010 a comuna tinha 1 143 habitantes (densidade: 63 hab./km²).